# توبي سميث
توبي سميث (بالإنجليزية: Toby Smith)‏ هو لاعب اتحاد الرغبي نيوزيلندي وأسترالي، ولد في 10 أكتوبر 1988 في Kirwan, Queensland ‏ في أستراليا.

## وصلات خارجية
- توبي سميث عل موقع إسبنسكروم (الإنجليزية)
- توبي سميث على موقع ItsRugby.co.uk (الإنجليزية)